# 周駿彥
周駿彥（1872年—1940年），国民党元老，辛亥革命功臣。周骏彦曾任黄埔军校军需部主任，后主管民国政府三军军饷。为蒋中正的恩师和心腹。

## 家世
周駿彥字枕琴，号旌遵，谱名正诚，于大清同治十一年（1872年）生于浙江省宁波府奉化县。周家家族世居奉化北门，先祖源自今河南省汝南。周骏彦的父亲周启矩，官至奉化县县丞，主管地方财政粮草。兄周骏声，字枕棋，曾任奉化凤麓学堂学监，亦为蒋中正早年导师。周駿彥之孙周宏涛，为蒋中正机要秘书，国民党中央委员。孙周宏藩（周宏涛之弟），台湾外交家，曾任驻西班牙大使。

## 生平

### 早年
周骏彦早年以学优闻名乡里，以宁波府试正案第一名入泮郡庠附贡生。时科举废弃，光绪三十一年（1905年），周骏彦又以优异成绩考取官费，获得官费资助留日资格。同年，赴日本留学，就读于东京日本警监学校。周骏彦在留日期间追随支持革命先驱孙中山，加入中国同盟会。留日期间结识陈其美（陈英士），为莫逆之交。周骏彦结识陈其美、孙中山均有赖奉化族人周淡游的介绍，而周淡游为陈其美之臂膀。周骏彦在日本从事早期革命工作。

### 辛亥革命时期
宣统元年（1908年），周骏彦于日本学成归国，回家乡宁波担任地方自治讲习所教师。因与在上海大本营的革命党人有诸多联系，常常往返于沪、甬之间。宣统三年（1911年）6月，陈其美于上海成立国民尚武总会，实为反清革命武装组织，口号“提倡尚武精神、兴办团练、实行国民应尽义务”。周骏彦于宁波积极响应，成立国民尚武会宁波分会，自任分会董事及干事。
宣统三年（1911年）10月，武昌起义爆发。周骏彦在宁波响应，参与策划了宁波光复。同年农历9月15日（1911年11月5日），宁波光复，周骏彦应宁波军政府命令接管奉化县，周骏彦被推举主持奉化县县务，婉言谢绝。

### 民国早期
陈其美任沪军都督期间，特邀周骏彦赴沪。周骏彦赴上海出任沪军都督府警察局长，任职数月。后往返任职于上海宁波，历任军队要职，包括沪军驻甬征兵总务处长，沪军第五团军需处长，中华民国正陆军九十二师正军法处长。1912年，调任回浙江，出任浙江省高等审判厅书记官长。
1914年，孙中山讨伐袁世凯失败，是为二次革命。孙中山的忠实追随者周骏彦在国内亦岌岌可危，遂再次赴日本，流亡。在日流亡期间，周骏彦专注学术，研习法律，入东京政法大学，并于1916年7月毕业获得学位。
1916年5月8日，孙中山护国军军务院于广东肇庆成立。1916年7月，周骏彦于日本归国，在广东的孙中山诚邀周骏彦加盟，出任大元帅府国法院书记官长。
1916年5月18日，周骏彦战友陈其美于上海被暗杀。周骏彦悲恸不已，并参与了陈其美后事料理工作。周骏彦与庄崧浦在陈其美故乡浙江省湖州市为其选定墓址。1917年8月，陈其美归葬湖州碧浪湖畔岘山山麓，周骏彦撰写挽联一副：“扶桑游学，已逾十年，幸得交缔元龙，甘拜下风，侠骨义肠谁与比；沪渎谈心，仅隔一日，何意惨同渔父，惊闻噩耗，私情公谊我何堪。”
　　
1919年至1923年期间，周骏彦曾担任宁波商业学校校长。1924年，周骏彦被聘为黄埔军官学校军需部主任。周骏彦并兼任国民革命军第一军需处处长。

### 北伐时期
蒋中正领导北伐，周骏彦负责后勤保障工作，曾任北伐军东路军总指挥部经理处长，并负责行军盐务，兼任潮桥盐运使。

### 南京国民政府时期
北伐胜利后，周骏彦出任浙江省财政委员兼两浙盐运使，并是浙江省财政厅长兼省府委员。
1928年11月，周骏彦出任浙江省政府委员。1929年9月，周骏彦出任兼任中央暨第一编遣区办事处经理分处处长，后兼任中国国民党浙江省党部监察委员。此后，周骏彦出任中华民国陆海空军总司令部经理处处长。
1932年，周骏彦出任南京国民政府军政部军需署署长，后擢升至陆军军需总监，陆军中将军衔

### 抗日战争时期
1937年7月，卢沟桥事件爆发，抗日战争打响，周骏彦负责国军军费粮饷，积劳成疾，于汉口患膀胱炎。1940年7月30日夜晚，周骏彦病逝于抗日战争时期中国陪都重庆，享寿69岁。

## 与蒋中正的交谊
周骏彦早年曾在家乡奉化县的龙津学堂担任学监。蒋中正早年曾在龙津学堂求学（1906年），周骏彦即为蒋的启蒙导师。都读过书，因此，他们兄弟都是蒋介石的老师。周骏彦之兄周骏声，曾任奉化县凤麓学堂学监，蒋中正早年亦曾在凤麓学堂求学，故周骏声亦为蒋的启蒙导师。兄弟二人均为蒋中正早年启蒙导师，传为一时佳话。日后蒋中正重用二周及其后人。
周骏彦和蒋介石互有救命之恩。1913年，反对袁世凯独裁统治的二次革命失败，蒋介石遭到北洋政府通缉，从上海逃到宁波。当时，周骏彦在宁波商业学校担任校长。蒋介石一时无处藏身，就暂匿于周骏彦校内的文昌阁，待风声稍缓才离甬返奉。1920年前后，上海证券交易所成立，蒋介石设“恒泰号”，自任经纪人，周骏彦是交易所监事，二人关系密切。后来，交易所发生风潮，以致倒闭。周骏彦亏蚀很巨，家产变卖殆尽，仍无法填补，一时走投无路，无奈中投黄浦江自尽，幸被救起。蒋介石了解这一情况，马上登门慰问，并尽力加以资助，帮助周骏彦渡过难关，重振精神.从此,两人结成生死之交。后返回杭州，任浙江省立法政学堂教习，商业学校校长。1924年加入国民党，蒋介石即召周骏彦到广州入黄埔军校，委以军校军需部主任，广州大本营佥事。

## 遗迹
- 周駿彥墓，今位于浙江省宁波市奉化县大程山上。1994年，周駿彥墓重修，毛翼虎作墓志铭：

磊落周公，乡邦之雄，
辛亥起义，北伐有功，
绵绵福泽，奠此幽宫，
必昌其后，垂荫靡穷。